# E. Gene Smith
Ne doit pas être confondu avec William Eugene Smith.
E. Gene Smith (10 août 1936 - 16 décembre 2010) était un universitaire en tibétologie, spécialisé dans la littérature et l'histoire tibétaine.

## Biographie
Smith est né à Ogden, Utah aux États-Unis dans une famille de tradition mormone. Il a passé ces études supérieures dans diverses universités américaines telles que l'université Adelphi, Hobart College, l'université de l'Utah, et l'université de Washington à Seattle.
C'est à Seattle, sur les bancs de la faculté, qu'il rencontre Dezhung Rinpoché ainsi que les membres de la famille de Sakya Phuntsok Phodrang (Jigdal Dagchen Sakya), arrivés à Seattle sous les bons auspices de la bourse accordée par la Fondation Rockefeller à l'Institut d'études russes et extrême-orientales - Far Eastern and Russian Institute -. Il étudie la culture tibétaine et le bouddhisme tibetain avec Dezhung Rinpoché de 1960 à 1964 et passe l'été 1962 à voyager en Europe dans les autres centres Rockefellers pour y rencontrer d'autres spécialistes du Tibet.
En 1964, il passe son diplôme avec succès puis voyage à Leyde pour poursuivre une thèse sur le Sanskrit et Pali. En 1965, il se rend en Inde, grâce à une bourse d'échanges internationaux octroyée par la Fondation Ford, afin d'y étudier au contact des pratiquants du bouddhisme tibétain et des traditions bönpo.
Il étudia le bouddhisme à Darjeeling dans les années 1960. En avril 1967, il présenta plusieurs lama tibétains à Zina Rachevsky, venue dans cette ville à la recherche d'un enseignant du bouddhisme tibétain. Aucun ne lui convenait, avant qu'on lui présente Lama Zopa et Lama Yéshé. 
Il commence ses études avec Geshe Lobsang Lungtok (Ganden Changtse), Drukpa Thoosay Rinpoché et Khenpo Noryang, et de Dilgo Khyentse Rinpoché. Il décide alors de rester en Inde pour poursuivre une étude poussée du bouddhisme tibétain et de la culture tibétaine. Dans le but d'approfondir sa recherche, il réalise un voyage aux confins de l'Inde et du Népal. En 1968, il rejoint la Bibliothèque du Congrès au sein du Field Office de New Delhi (bureau de New Delhi). C'est alors qu'il entreprit un projet qui devait durer les deux prochaines décennies et demi : il s'agissait de réimprimer les livres tibétains qui avaient été amenés par la communauté en exil ou qui étaient conservés par les membres de la communauté de langue tibétaine au Sikkim, au Bhoutan, en Inde, et au Népal.
En 1980, il est nommé au poste de Directeur de la Bibliothèque du Congrès en Inde qu'il conservera jusqu'en 1985, date à laquelle il est transféré en Indonésie. Il a vécu à Jakarta, parcourant les programmes d'études de l'Asie du Sud, jusqu'en 1994 où il fut assigné au Bureau du Caire - LC Middle Eastern Office -.
Enfin, c'est en 1997 qu'il prend sa retraite auprès de la Bibliothèque du Congrès. Il fait encore une incursion en tant que conseiller pour la fondation Trace à New York au sein du Centre de ressources sur l'Himalaya et l'Asie centrale - Himalayan and Inner Asian Resources -, organisation destinée à la conservation et à la sensibilisation à la littérature tibétaine. 
En 1999, Smith a fondé le Tibetan Buddhist Resource Center (TBRC) - Centre de ressources sur le bouddhisme tibétain - en collaboration avec Leonard van der Kuijp de l'Université Harvard. Cette bibliothèque possède la plus importante collection d'ouvrages littéraires tibétains que l'on puisse trouver en dehors du Tibet. 
En 2001, Wisdom Publications a publié Among Tibetan Texts - Parmi les textes tibétains - , une collection d'essais que Smith a écrit durant ses années passées à Delhi, qui forment une introduction à son projet de réédition des textes tibétains pour la Bibliothèque du Congrès. Ces derniers, en tant qu'introduction à la littérature, à la culture et à l'histoire tibétaines, avaient déjà pris une dimension culte alors qu'ils circulaient depuis les années 1980 dans le cercle des étudiants et des chercheurs. 
L'œuvre de Smith est le sujet d'un documentaire à venir dénommé : Digital Dharma.

## Sources
- (en) Cet article est partiellement ou en totalité issu de l’article de Wikipédia en anglais intitulé « E. Gene Smith » (voir la liste des auteurs).

1. ↑  Le lama de Lawoudo, histoires de réincarnation en pays sherpa, par Jamyang Wangmo, préface du dalaï-lama, traduit par Philippe Penot, Éditions Vajra Yogini, Marzens (Tarn), juillet 2006,  (ISBN 2-911582-63-2)
2. ↑  (en) « Digital Dharma », sur digitaldharma.com via Wikiwix (consulté le 8 octobre 2023).

- Schaeffer, Kurtis R. Introduction p. 1-9 in E. Gene Smith, Among Tibetan Texts, Wisdom Publications, 2001.
- Bio of E. Gene Smith on TBRC Website

## Publications
- E. Gene Smith, Among Tibetan Texts: History and Literature of the Himalayan Plateau, Wisdom Publications, 2001  (ISBN 0-86171-179-3).